# Wyoming Peak
Wyoming Peak je hora na severu Lincoln County, na západě Wyomingu, na jižním konci pohoří Wyoming Range.
S nadmořskou výškou 3 468 metrů je nejvyšší horou pohoří Wyoming Range.
S prominencí 1 078 m náleží mezi hory s nejvyšší prominencí ve státě. Pohoří je méně navštěvované, protože severně od Wyominge Range se nachází slavný Yellowstonský národní park a neméně známý Národní park Grand Teton. Z vrcholu hory Wyoming Peak je vidět nejvyšší hora Wyomingu Gannett Peak i známá hora Grand Teton, druhá nejvyšší ve Wyomingu.